# Kötegyán
Kötegyán (in rumeno Cheteghian) è un comune dell'Ungheria di 1 598 abitanti (dati 2001) . È situato nella contea di Békés.